# Whythorne's shadow
Whythorne's shadow is een compositie van Ernest John Moeran.
Moeran geldt als een van de verzamelaars van Brits en Ierse volksmuziek, die hij later in zijn eigen werk zou verwerken. Dat geldt niet voor Whythorne’s shadow. Hij gebruikt voor dit werk een lied van Thomas Whytorne, dat sinds 1571 van de aardbodem verdwenen leek. De componist was geheel in de vergetelheid geraakt totdat Philip Heseltine, beter bekend als Peter Warlock hem herontdekte. De stijl van dit werk is dan ook wat in Engeland bekendstaat als "Elizabethan", verwijzend naar het tijdperk van koningin Elizabeth I van Engeland.
Inspiratie vond Moeran in de tekst, die hij in het voorwoord liet afdrukken:
As thy shadow itself apply'th
To follow thee whereso thou go
And when thou bends, itself it wry'th
Turning as thou both to and fro:
The flatterer doth even so;
And shopes himself the same to gloze,
With many a fawning and gay show,
Whom he would frame for his purpose.
Net als andere werken van Moeran zat ook in het compositietraject van Whythorne’s shadow een kink in de kabel. Moeran was al een flink eind op weg, toen hij het manuscript kwijt raakte toen hij dronken in de straten van Brussel lag na een avond stappen op zoek naar Frederick Delius. Hij kon in 1929 opnieuw beginnen. In februari 1931 vond dan de première van dit werk plaats.